# Tommie Earl Jenkins
Tommie Earl Jenkins (noviembre nacido 13, 1965), también conocido como Tee Jaye o Tommie Jenkins, es un actor, doblador, músico e intérprete mayormente conocido por su papel de Ubercorn en el espectáculo televisivo Va Jetters. Va Jetters estuvo nominado para un 2016 BAFTA en la categoría de Animación Preescolar. Otro trabajo notable incluye el origen del papel de Barry Belson en Jersey Boys, y la narración del audiobook 12 años de esclavitud y la narración de dos documentales estrenados al mismo tiempo que Raíces. Tommie Jenkins también proporcionó la captura de movimiento y voz para el personaje Die-Hardman en el galardonado videojuego de Hideo Kojima, Death Stranding (2019). En 2000, Jenkins se casó con Jye Frasca y es abiertamente un miembro de la comunidad  LGTB+.

## Vida personal
Natural de Canton, Ohio, ha pasado más de veinte años en el Reino Unido. Regresó a los Estados Unidos en 2014.

## Carrera
Tommie Earl Jenkins entrenó originalmente como bailarín de ballet clásico. Ha trabajado con el Ballet de Canton en Ohio, en el Duluth Ballet de Minnesota y el Alvin Ailey American Dance Theatre en Nueva York. Ha trabajado en numerosos espectáculos teatrales como bailarín tanto como actor, así como actor de voz y cine. 
- Datos: Q26251194
- Multimedia: Tommie Earl Jenkins / Q26251194